# Ожидаево (станция)
Ожидаево (в кодификаторах встречается вариант «Ожидаево-Сахалинское») — ныне не существующая железнодорожная станция Сахалинского региона Дальневосточной железной дороги близ одноимённого села. В составе имела множество мостов, которые часто встречаются рядом с автодорогой (около 4-5 штук).

## История
Станция открыта в 1928 году в составе пускового участка (Тойохара) Южно-Сахалинск — (Тэй) Холмск-Сортировочный под названием Накано.
После передачи Южного Сахалина СССР 15 октября 1947 года станция получила современное название. В силу очень тяжёлых условий рельефа перед Камышовым перевалом на станции организовывалась стоянка для разъезда поездов, что и отразилось в новом наименовании. С 1994 года законсервирована.